# Francesc de Catarroja
Francesc de Catarroja (Catarroja, l'Horta Sud, 1696 — Maracaibo, Veneçuela, 1752), també referit com a Franco de Catarroya o Francisco de Catarroja, fou un missioner i lingüista valencià, autor del vocabulari de llengua barí més antic que es coneix.
Fou ordenat frare caputxí el 9 de març de 1714. En 1725 va partir cap a la Missió de Maracaibo, on més tard va fundar els pobles de San Francisco de Asís de Apón (1735) i San Rafael de Chicomu (1738). Hi va ostentar el càrrec de prefecte entre 1737 i 1740, i va gestionar la divisió de la Missió (1749), en què els caputxins valencians quedaren a càrrec de Santa Marta i Riohacha. Va morir a la ciutat del Lago el 9 de desembre de 1752.
El pare Catarroja és l'autor del vocabulari més antic que es coneix de la llengua barí, titulat per ell mateix Vocabulario de algunas Vozes de la Lengua de los Indios Motilones que avitan en los Montes de las Provinzias de Sta. Marta y Maracayo (1738). Per a la confecció d'aquest recull lèxic, que consta de 513 mots i inclou una explicació de la manera de comptar en aquesta llengua, necessità l'ajuda d'un xiquet autòcton procedent de la foia del Catatumbo.